# Prays sublevatella
Prays sublevatella is een vlinder uit de familie Praydidae. De wetenschappelijke naam van de soort werd in 1957 gepubliceerd door Pierre Viette.